# Gloppuhnjúkur
Gloppuhnjúkur är en bergstopp i republiken Island. Den ligger i regionen Norðurland eystra, 230 km nordost om huvudstaden Reykjavík. Toppen på Gloppuhnjúkur är 1 017 meter över havet, eller 131 meter över den omgivande terrängen. Bredden vid basen är 1,4 km.
Runt Gloppuhnjúkur är det mycket glesbefolkat, med 2 invånare per kvadratkilometer. Trakten runt Gloppuhnjúkur består i huvudsak av gräsmarker.